# 納所弁次郎
- 納所 弁次郎（新字体）
- 納󠄁所󠄁 辯次郞（正字体）
- 納所 辨次郎（新字体＋別字）

納所 弁次郎（のうしょ べんじろう、慶応元年9月24日（1865年11月12日）- 昭和11年（1936年）5月11日）は、日本の作曲家、音楽教育家。「兎と亀」「おつきさま」「さるかに」「ももたろう」などの童謡や唱歌、日露戦争の事績を謳った軍歌などの作曲者として知られる。

## 来歴
幕臣納所重兵衛の四男、六人兄姉の末っ子として江戸の築地に生まれた。1880年（明治13年）頃、築地の東京一致英和学校（現在の明治学院大学）に入学。1883年（明治16年）2月に音楽取調掛に伝習生として入学。ピアノを鳥居忱、瓜生繁子、ギヨーム・ソーヴレーに、唱歌を上真行に学んだ。またこれ以前にヴィオラをフランツ・エッケルトから習っていたこともある。
1887年（明治20年）2月に音楽取調掛を卒業すると、そこで研究生兼教務嘱託となる。1888年（明治21年）9月には学習院でも教え始める。1897年（明治30年）には同志と明治音楽会を立ち上げオーケストラの紹介に務める傍ら、自らも独唱とヴィオラを担当した。1903年（明治36年）10月からは華族女学校の教員も兼るようになった。
1912年（大正元年）に学習院を辞した後、森村小学校（現在の森村学園初等部）で教鞭を取る。また明治女学校・頌栄女学校・東京高等商業学校などでも指導にあたった。森村小学校退職後に仙台に移住し、その地で死去した。
田村虎蔵とともに言文一致体の唱歌を提唱し、「幼年唱歌」「少年唱歌」「尋常小学唱歌」「高等小学唱歌」の編纂に当たった。

## 家族
娘に童謡歌手の納所文子、納所米子、納所みち子がいる。また姉のりうは日本基督教会牧師の三浦徹夫人。

## 栄典
- 1910年（明治43年）12月26日 - 勲六等瑞宝章[3]

## 主な作曲
- 「兎と亀」、作詞：石原和三郎
- 「おつきさま」、作詞：石原和三郎
- 「さるかに」、作詞：石原和三郎
- 「ももたろう」、作詞：田辺友三郎
- 「凱旋」
- 「弁慶」
- 「笛と太鼓」
- 「豊島の戦」、作歌：小中村義象、1894年
- 「新高山」、作歌：鳥山啓、1898年、教科適用新唱歌第二篇収録
- 「鉄道唱歌」、第四集「北陸編」、1900年
- 地理教育「世界唱歌」上巻、作歌：大和田建樹、1900年
- 国民教育「忠勇唱歌」第五集「牛若丸」、作歌：大和田建樹、1901年
- 「旅順陥落軍歌」、作歌：佐佐木信綱、1904年
- 「仁川の海戦」、作歌：鈴木青湖、1904年
- 征露軍歌「橘中佐」、作歌：大和田建樹、1904年
- 征露大捷記念唱歌「一等国」、作歌：黒田松涛、1906年
- 「森村学園校歌」、作詞：深井虎蔵、1919年